# Far on the water
《far on the water》是Kalafina的第5張原創專輯。於2015年9月16日由SME Records發行，共發行四個版本，其中完全限定生產盤（黑膠盤）於當年9月30日發行。此專輯的黑膠盤是Kalafina首張黑膠專輯。

## CD收錄曲目（全版本共通）
- 全作詞、作曲、編曲：梶浦由記

1. into the water （1：38）
2. monochrome （3：33）
3. （五月的魔法） （4：57）
4. ring your bell （5：16）
  - 電視動畫《Fate/stay night -Unlimited Blade Works-》第二期片尾曲
5. （淡紫） （5：11）
6. identify （4：29）
7. （3：11）
8. One Light （4：41）
  - 電視動畫《亞爾斯蘭戰記》第二期片尾曲
9. （解開心結） （5：21）
10. heavenly blue （5：23）
  - 電視動畫《ALDNOAH.ZERO》片頭曲
11. （空色的椅子） （3：19）
12. believe （4：52）
  - 電視動畫《Fate/stay night -Unlimited Blade Works-》第一期片尾曲
13. far on the water （4：31）
  - NHK歷史特輯《歷史秘話Historia》片尾曲（2015年4月至今）

## 初回生產限定盤
初回生産限定盤與通常版同時發行。除上述的收錄樂曲外另附有包含下列影像（初回A為DVD，初回B為藍光）：
1. heavenly blue （Video Clip）
2. far on the water （Video Clip）
3. ring your bell （2015年2月28日於日本武道館）
4. far on the water （2015年3月1日於日本武道館）

## 資料來源
1. ↑  .   [2015-09-28]. （原始内容存档于2012-02-10）.

## 外部連結
- （日語）Kalafina 官方網站（页面存档备份，存于）